# 인천은광학교
인천은광학교는 인천광역시 부평구에 있는 지체 장애 학생들을 위한 사립 특수학교이다. 현재 유치원, 초등학교, 중학교, 고등학교, 전공부를 운영하고 있다.

## 연혁
- 1981년 : 개교